# 糠平大橋
糠平大橋（ぬかびらおおはし）は、北海道十勝総合振興局上士幌町から一級河川音更川を渡りぬかびら温泉へ至る国道273号の橋梁である。糠平国道の建設に伴い、糠平ダムの直下流140mに対向して建設された。自然環境保護地域である大雪山国立公園内に位置し、自然との調和を重視してアーチ形式（逆ローゼ橋）が採用された。

## 仕様
アーチ支間190m、ライズ径32m、路面勾配3.45％であり、下部構造はダム建設で生じた崖錐層の堆積15mが厚いため安全性を優先して直接基礎とした。橋脚部は高橋脚により曲げ剛性確保のためＩ断面形状が採用された。

## 上士幌情報管路
2008年から2009年の間に大雪山国立公園内の糠平大橋から糠平温泉街にかけての19km区間で、道路管理の効率化を図るために監視カメラと気象テレメーターを敷設するための情報管路 構築工事が実施され、糠平大橋にも橋梁添架が増設された。